# 马库斯·尼斯利
马库斯·尼斯利（德語：Markus Nüssli，1971年7月9日—），瑞士男子雪车运动员。他曾代表瑞士参加1998年冬季奥林匹克运动会雪车比赛，联同马塞尔·罗纳、马库斯·瓦塞尔和贝亚特·塞茨获得男子四人银牌。